# İ
İ und ı sind zwei Buchstaben der Lateinalphabete der Turksprachen Türkisch, Aserbaidschanisch, Krimtatarisch, Tatarisch, Kasachisch und Kirgisisch.
- Das İ (mit Punkt) ist ein Großbuchstabe, dessen Kleinbuchstabenäquivalent i ist. Er beschreibt den ungerundeten geschlossenen Vorderzungenvokal (IPA-Zeichen: i).

- Das I (ohne Punkt) ist ein Großbuchstabe, dessen Kleinbuchstabenäquivalent ı ist. Er beschreibt den ungerundeten geschlossenen Hinterzungenvokal (IPA-Zeichen: ɯ).

Im Gegensatz zu den meisten anderen lateinbasierten Alphabeten bezeichnen dementsprechend auch I und i zwei verschiedene Laute. Dem deutschen I und i entsprechen also das türkische İ und i.

## Typographische Konsequenzen
In der Typographie bestehen bezüglich der Realisierung von Ligaturen für Schriftarten, die für türkische Texte gedacht sind, Probleme. Beim Aufeinanderfolgen von beispielsweise f und i bzw. ı, wobei der i-Punkt im ersten Fall meist mit einer punkt-ähnlichen Endung des f-Bogens verschmilzt, sind f + i (fi) sowie f + ı (fı) kaum unterscheidbar.

## Buchstabieren
Laut DIN 5009 ist beim Buchstabieren der Kleinbuchstabe ı mit dem speziellen Ansagewort „punktlos“ gefolgt von dem Ansagewort für „I“ laut der verwendeten Buchstabiertafel anzusagen, also „punktlos Ingelheim“ bzw. „punktlos India“.
Der Großbuchstabe İ ist entsprechend seiner Eingabe mit der Tastaturbelegung E1 anzusagen, also entsprechend der Tastenfolge Überpunkt (Tottaste Alt Gr + ´) – I. Somit lautet die Ansage je nach verwendeter Buchstabiertafel „Überpunkt Ingelheim“ bzw. „Überpunkt India“.

## Darstellung auf Computersystemen
| Standard/System                       | Standard/System | Großer lateinischer Buchstabe I mit Punkt | Kleiner lateinischer Buchstabe I ohne Punkt |
| ------------------------------------- | --------------- | ----------------------------------------- | ------------------------------------------- |
| Zeichenkodierung                      |                 |                                           |                                             |
| Unicode                               | Codepoint       | U+0130                                    | U+0131                                      |
| Unicode                               | Name            | LATIN CAPITAL LETTER I WITH DOT ABOVE     | LATIN SMALL LETTER DOTLESS I                |
| UTF-8                                 | UTF-8           | C4 B0                                     | C4 B1                                       |
| HTML-Entität                          | HTML-Entität    | &Idot;                                    | &inodot;                                    |
| XML/XHTML                             | dezimal         | &#304;                                    | &#305;                                      |
| XML/XHTML                             | hexadezimal     | &#x0130;                                  | &#x0131;                                    |
| TeX/LaTeX                             | Textmodus       | \.I                                       | \i                                          |
| TeX/LaTeX                             | Mathem. Modus   | \dot{I}                                   | \imath                                      |
| Eingabemethoden 1                     |                 |                                           |                                             |
| Deutsche Standard- Tastaturbelegungen | E1              | Alt Gr + ´ + I                            | + I                                         |
| Deutsche Standard- Tastaturbelegungen | T2              | Alt Gr + ´ + I                            | + I                                         |
| Windows                               | CP850 (TUI)     | 213 2                                     | —                                           |
| Windows                               | CP1252 (GUI)    | — 2                                       | —                                           |
| Neo                                   | Neo             | Mod 4 + ^ + I                             | Mod 4 + I                                   |